# خرفار مائي
خرفار مائي (الاسم العلمي: Phalaris aquatica) هو نوع من النباتات يتبع جنس الخرفار من الفصيلة النجيلية.

## الموئل والانتشار
موطنه حوض البحر الأبيض المتوسط (بلاد الشام والمغرب العربي وجنوب أوروبا) وتركيا والقوقاز.

## مرادفات للاسم العلمي
- خرفار عالي (باللاتينية: Phalaris altissima Menezes)
- خرفار عقدي (باللاتينية: Phalaris nodosa L.)
- خرفار درني (باللاتينية: Phalaris tuberosa L.)